# Museumsfriedhof (Kramsach)

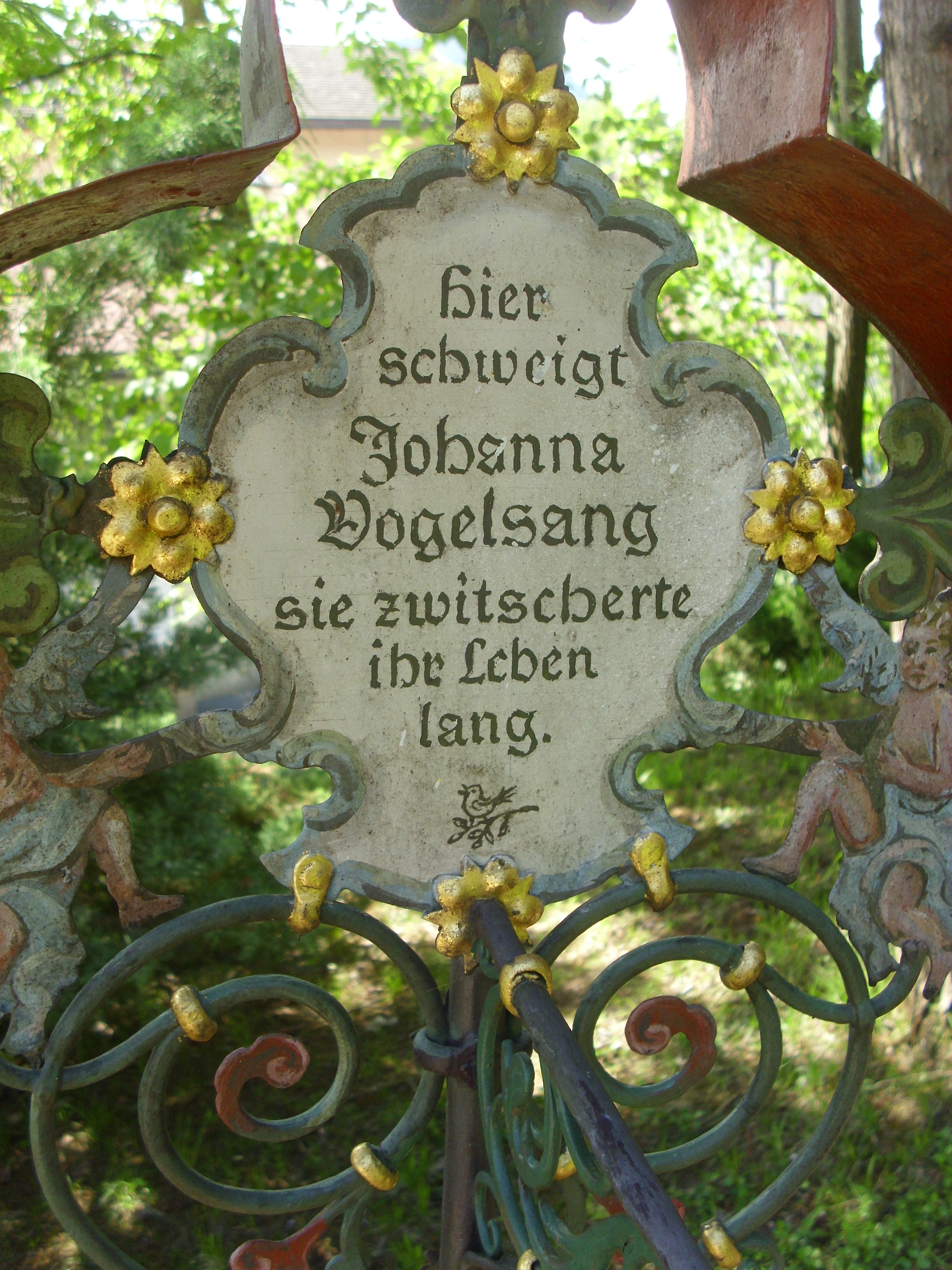
Exponat: Hier schweigt Johanna Vogelsang, sie zwitscherte ihr Leben lang

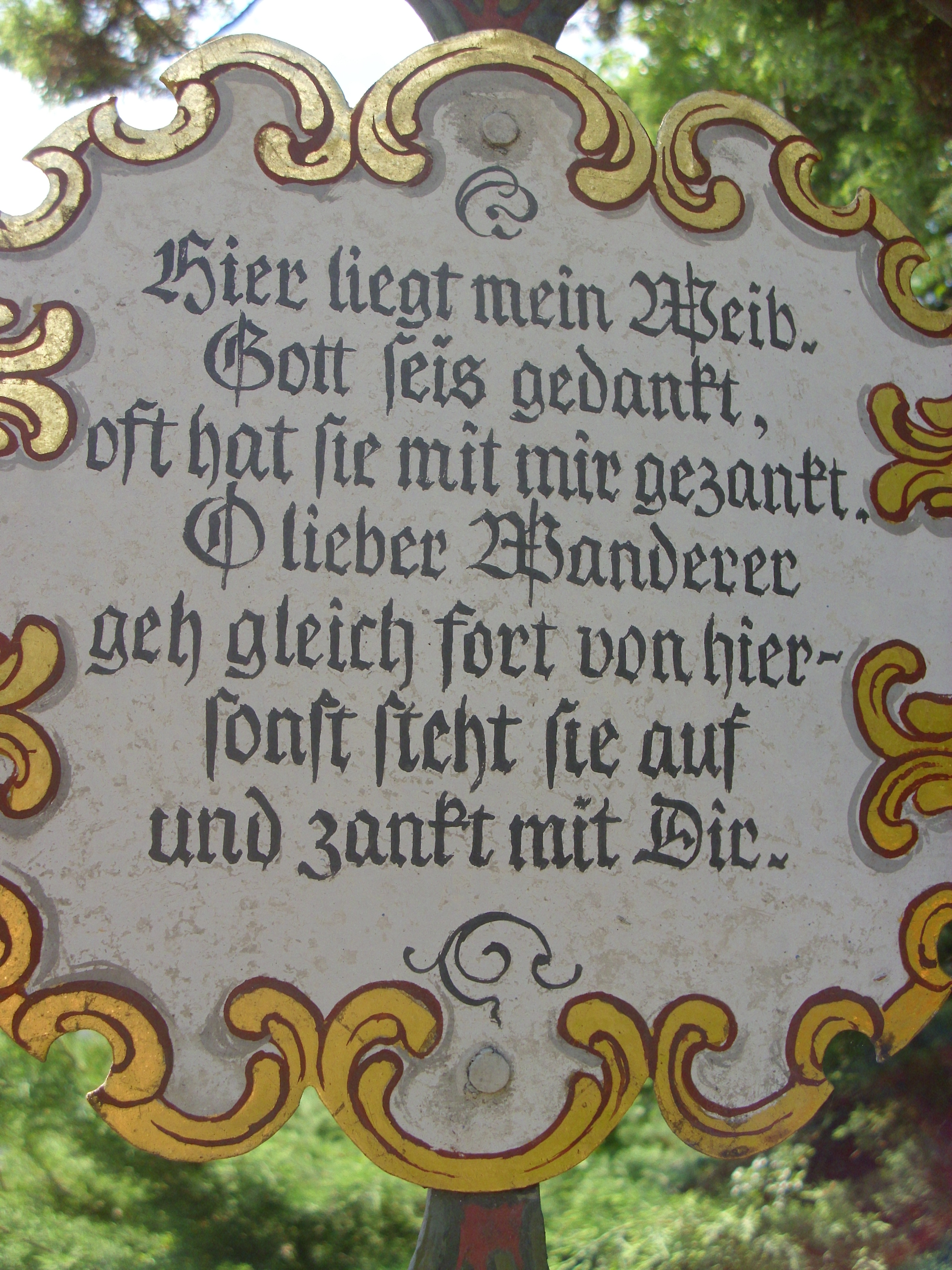
Exponat: Hier liegt mein Weib, Gott seis gedankt, oft hat sie mit mir gezankt. O lieber Wanderer geh gleich fort von hier – sonst steht sie auf und zankt mit dir.

Der Museumsfriedhof ist ein privates Freilichtmuseum in Kramsach in Tirol, das Grabmälern gewidmet ist. Es wurde vom Kunstschmied und Steinmetz Hans Guggenberger 1965 gegründet. Seine Hauptattraktion sind Eisenkreuze mit humorvollen Sprüchen, die vor allem aus dem deutschsprachigen Alpenraum zusammengetragen wurden. Die oft skurrilen, heiteren und wenig pietätvollen Inschriften locken jedes Jahr mehr als 200.000 Besucher an. Grabstätten befinden sich nicht auf dem Gelände.

## Geschichte
Der Museumsfriedhof wurde 1965 von Hans Guggenberger ins Leben gerufen. Bereits dessen Vater, ebenfalls Kunstschmied, sammelte Grabkreuze von aufgelösten Familiengräbern, in erster Linie, um die Schmiedekunst dieser alten Kreuze zu erhalten. Bis heute hat Guggenberger mehr als 900 Grabkreuze gesammelt, wovon rund 60 ausgestellt sind. Diese stammen überwiegend aus Bayern und Tirol aus dem 18. und 19. Jahrhundert. Diese wurden erworben und restauriert.
Zur Erheiterung tragen dabei bei, dass diese meist Pietät vermissen lassen und unverblümt und ironisch auf die Todesursache oder Charakterdefizite des Toten hinweisen. Manche Grabkreuze bezeichnet Guggenberger als „kürzeste Lebensläufe, die man sich vorstellen kann“. Betont wird dabei, dass es sich tatsächlich um authentische, historische Grabkreuze und Marterl handelt.
Im Jahr 2000 wurde der Verein „Museumsfriedhof Tirol“ gegründet. 2011 und 2013 wurde der Museumsfriedhof erweitert.

## Inschriften (Beispiele, sic)
- Ging im Wald das Fällen an,

liebe Arbeit, die ich hat getan. 
Da trifft mich auch ein schneller Tod, 
ein stürzender Baum schlug mich gleich tot.
- Unter diesem Rasen

liegt die versoffene Kupferschmied Nasen
- Er maß sieben Schuh’

Gott gib ihm die ewige Ruh’ 
ein unglücklicher Ochsenstoß 
öffnete ihm das Himmelsschloß
- Es ruhet die ehr- und tugendsame Jungfrau Genovefa Foggenhuberin

betrauert von ihrem einzigen Sohn
- Es liegt begraben die ehrsame Jungfrau Nothburg Nindl,

gestorben ist sie im siebzehnten Jahr, 
just als sie zu brauchen war
- Hier liegt die Jungfer Rosalind,

geboren als unerwünschtes Kind. 
Ihr unbekannter Vater 
war Kapuziner-Pater
- Es ruhen Vitus Pichler und seine 3 Weiber
- Hier liegt der ehrsame Jüngling Raserer, welcher im 75ten Jahre seines Alters gestorben ist.
- Hier fiel Jakob Hosenknopf vom Hausdach in die Ewigkeit
- Hier liegt Jakob Krug

der Kinder, Weib und Orgel schlug.
- Der Tod mit seinen Knochen

hat den Johann Stembo erstochen.

## Literatur

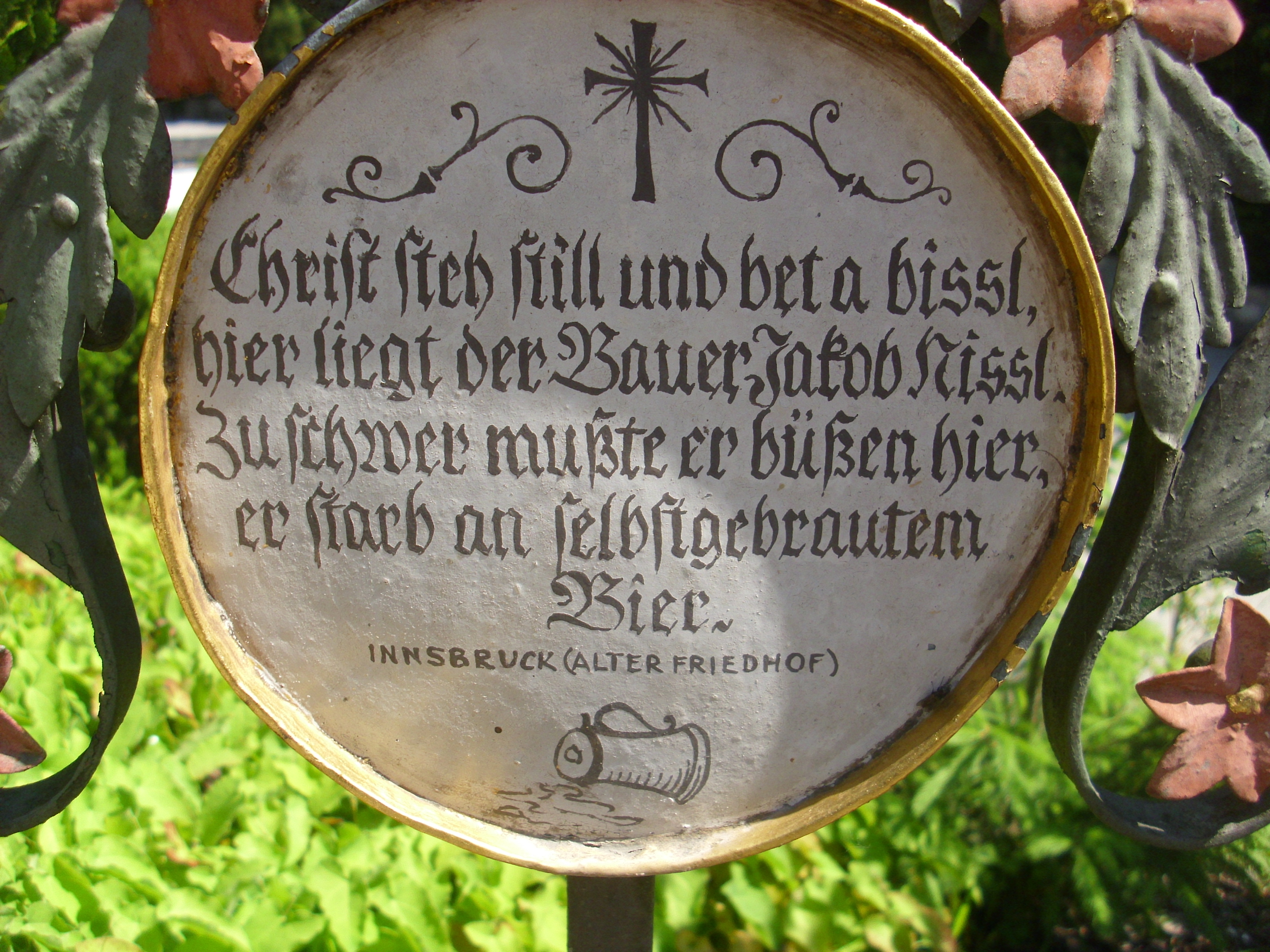
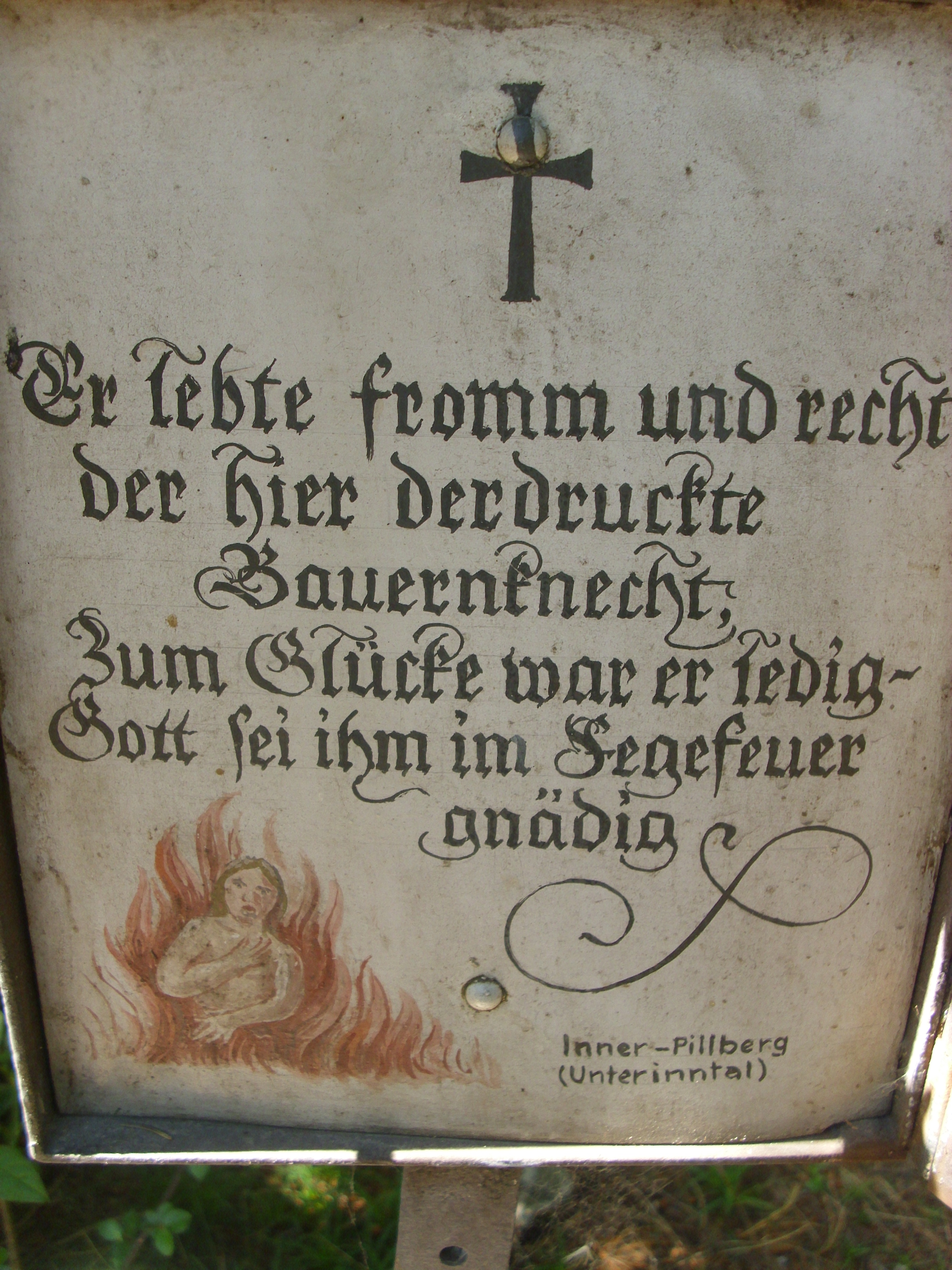
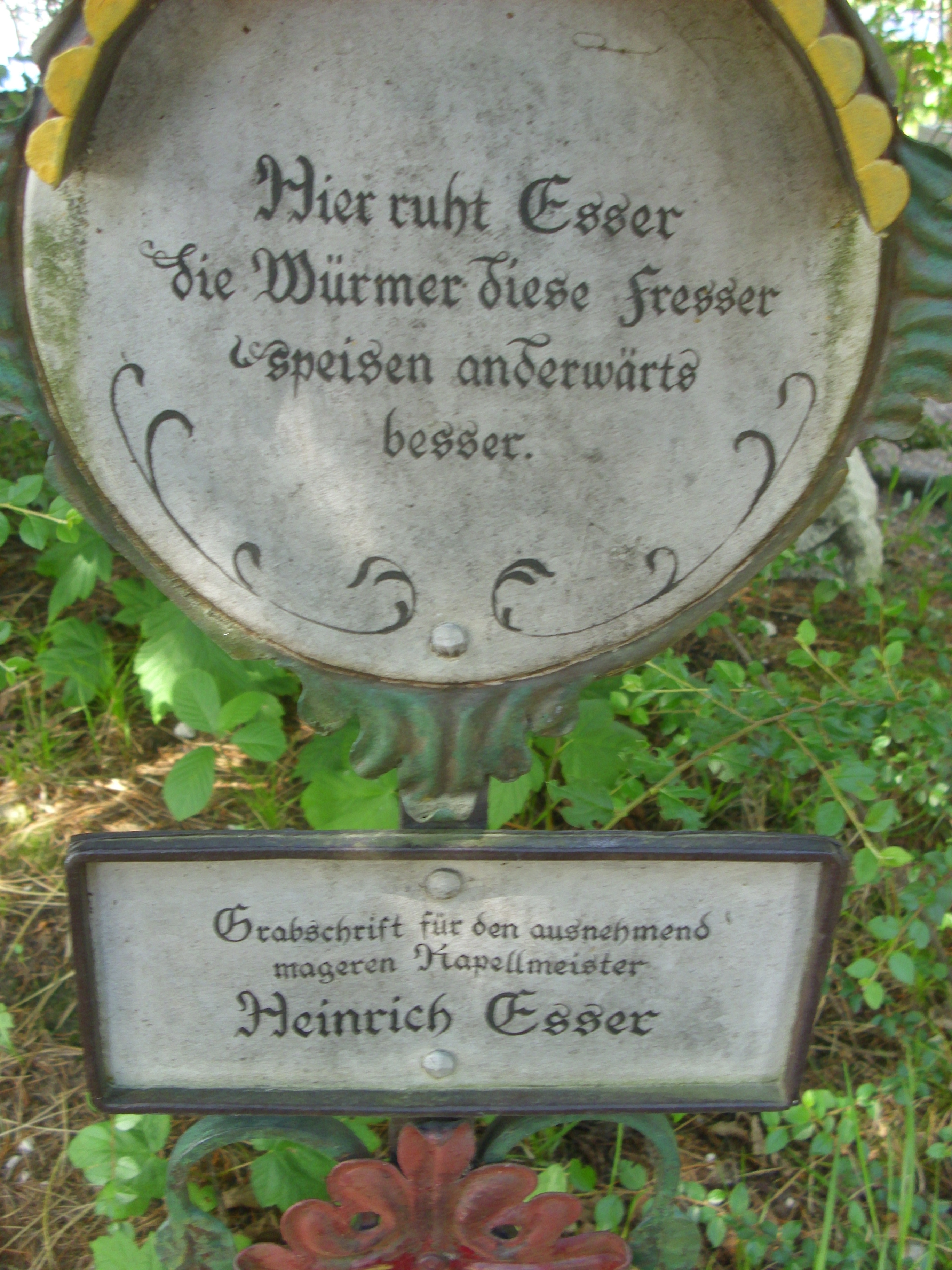
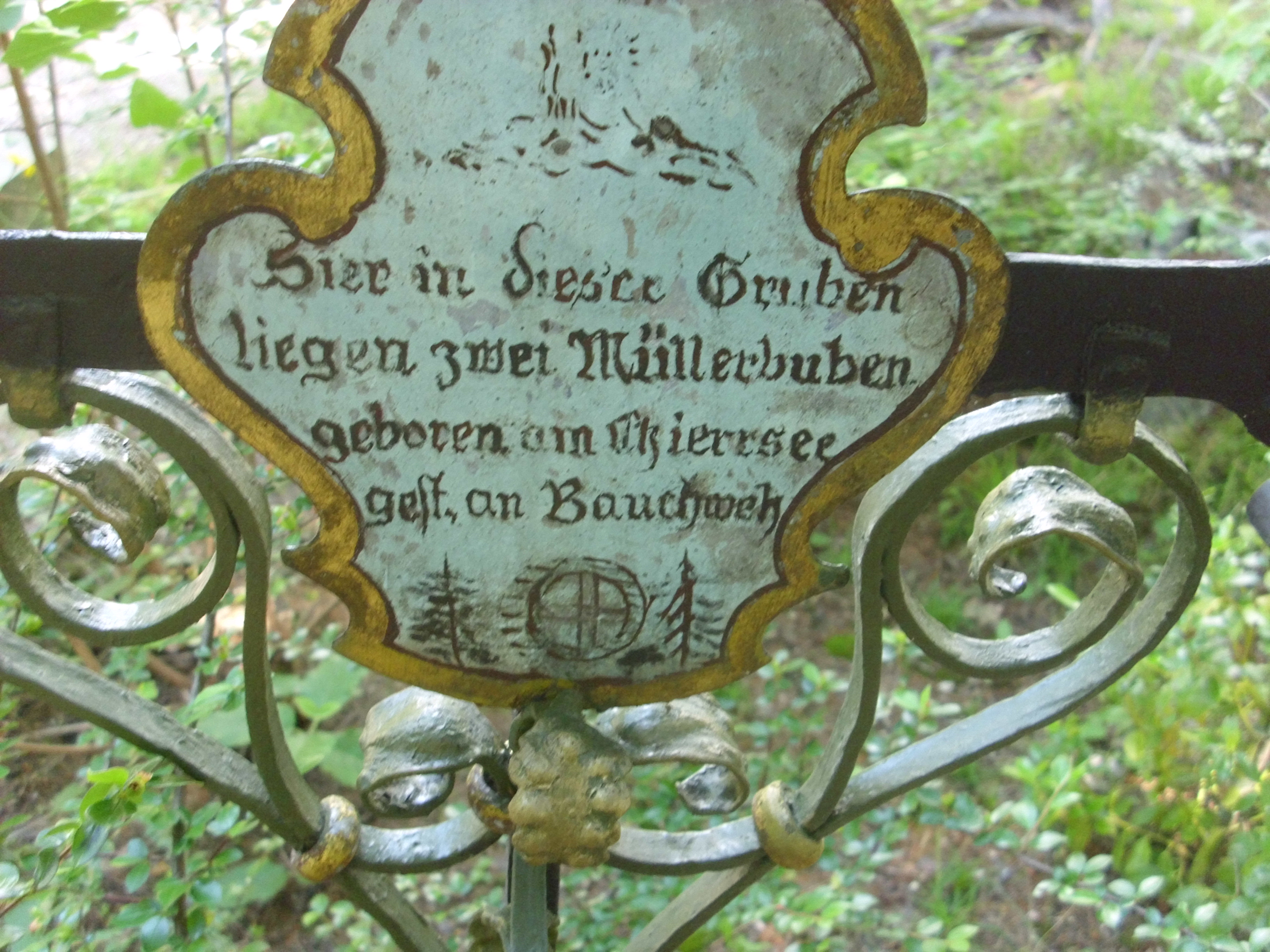
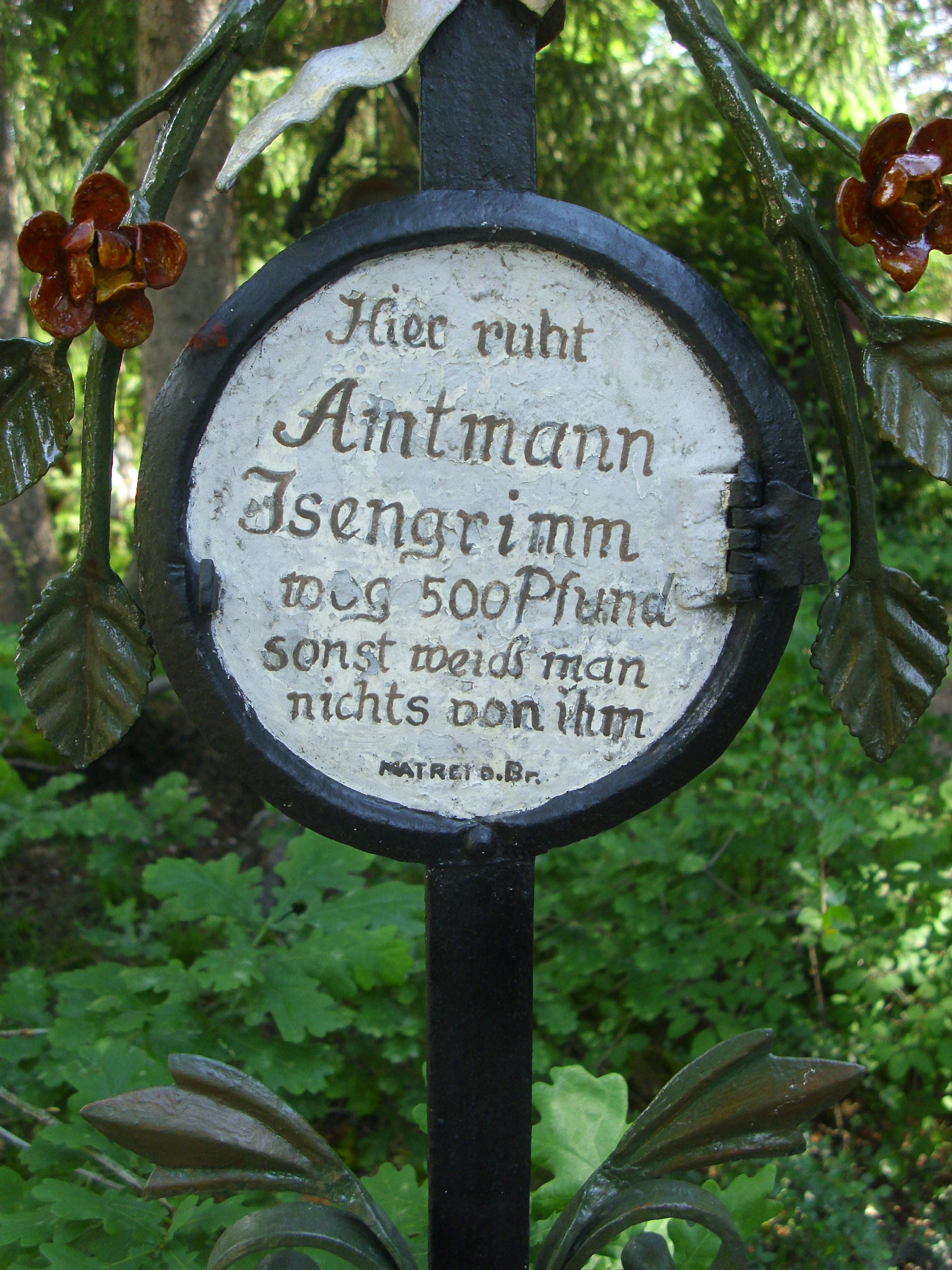
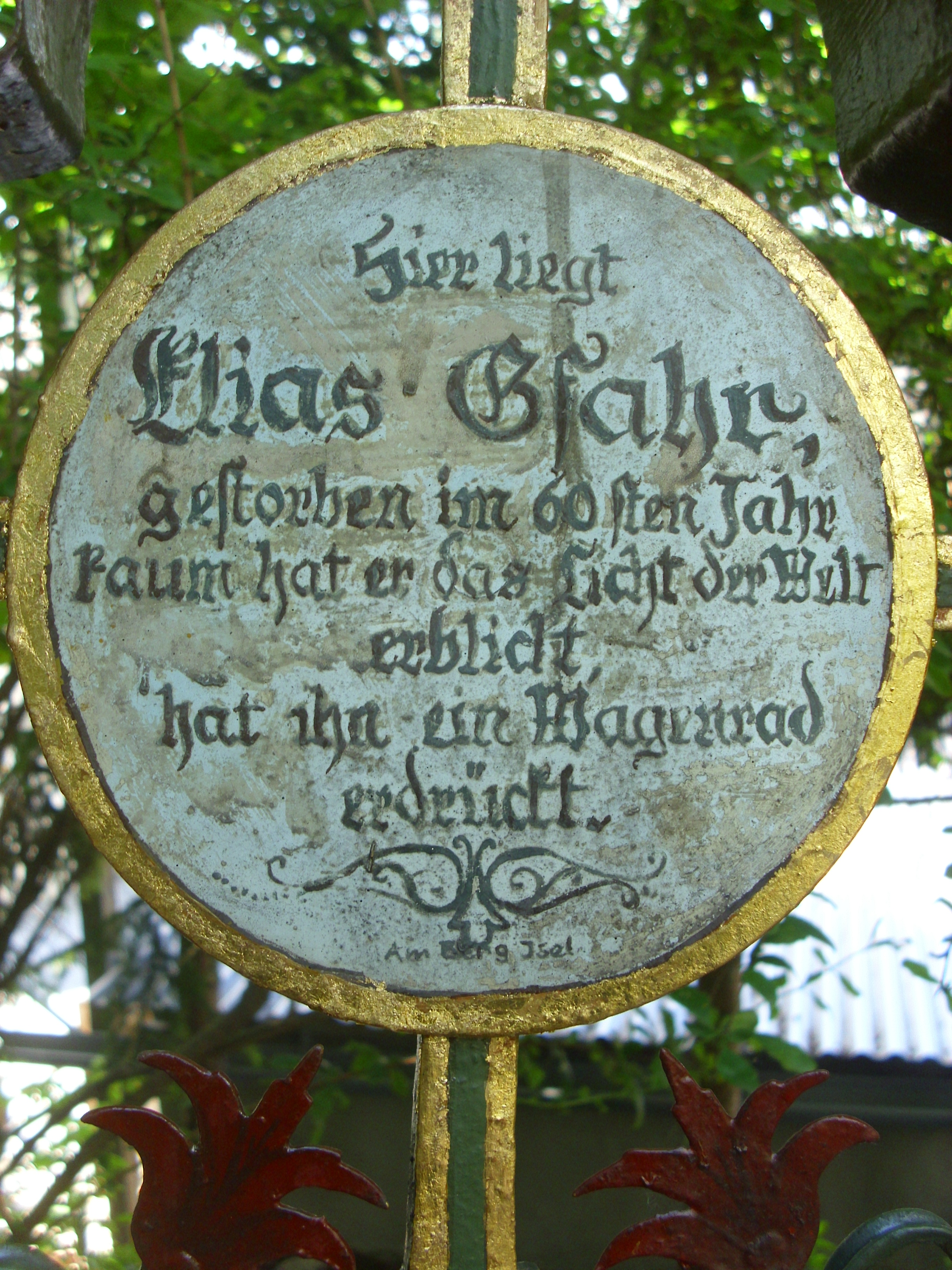
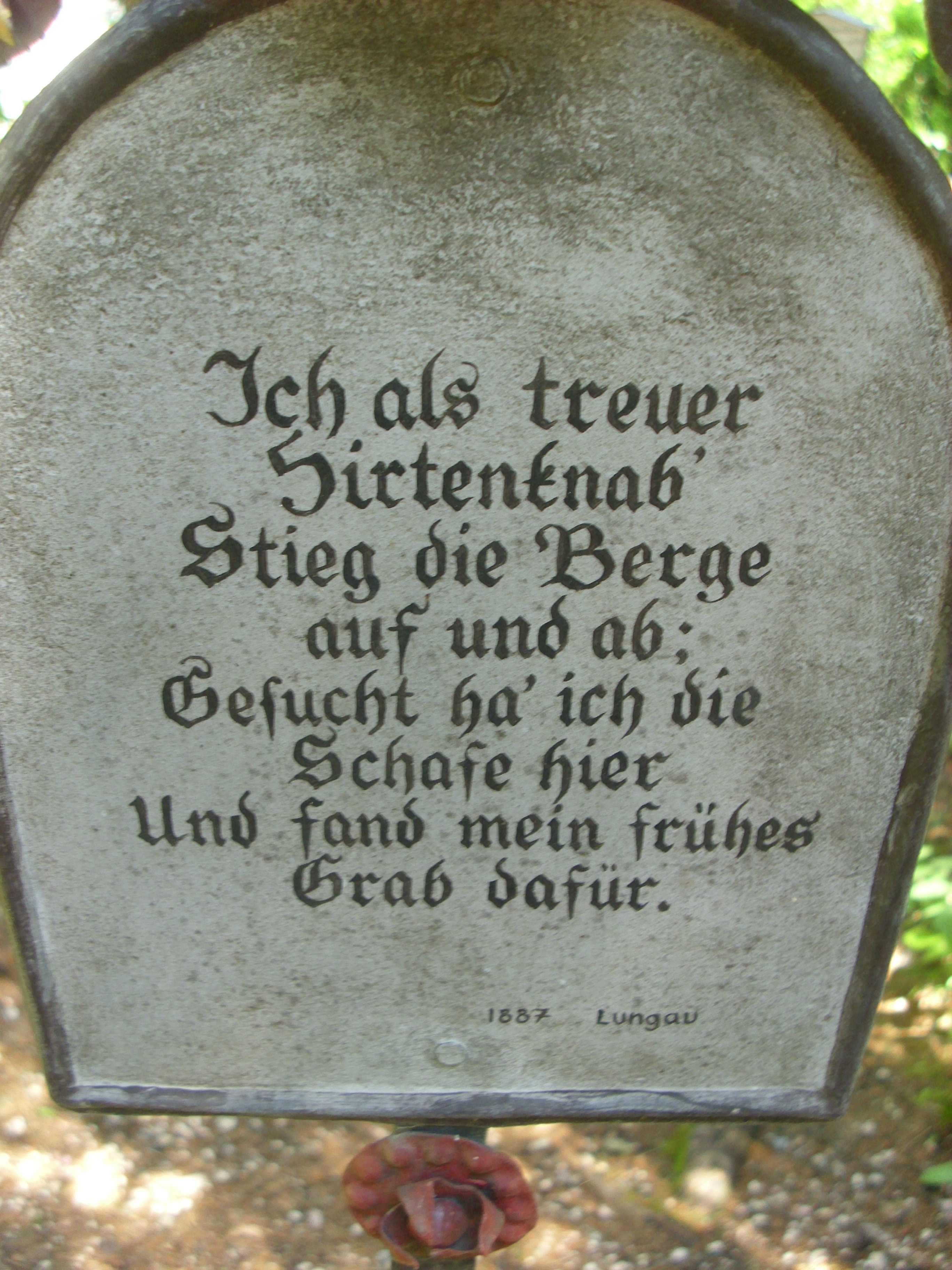
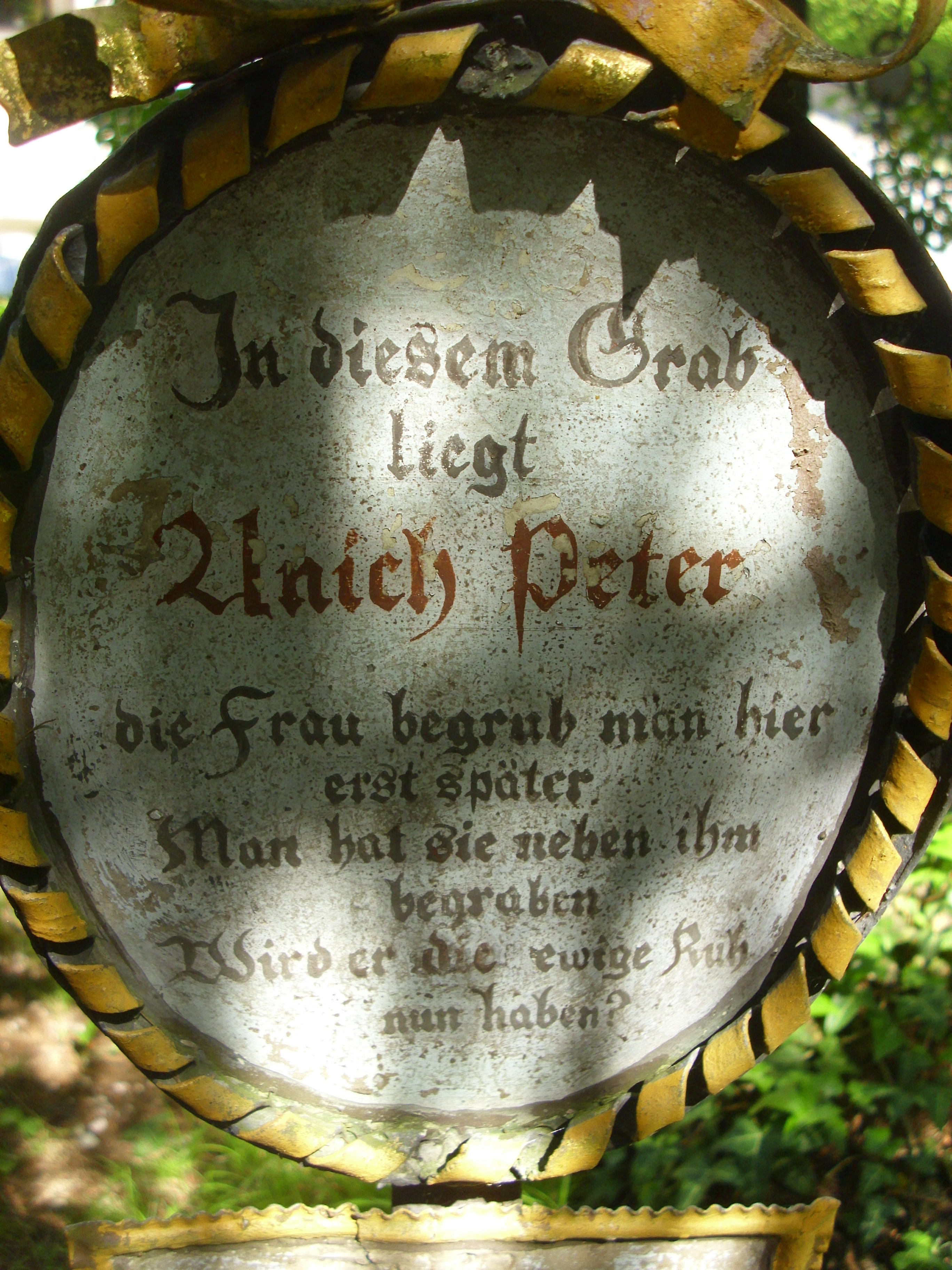
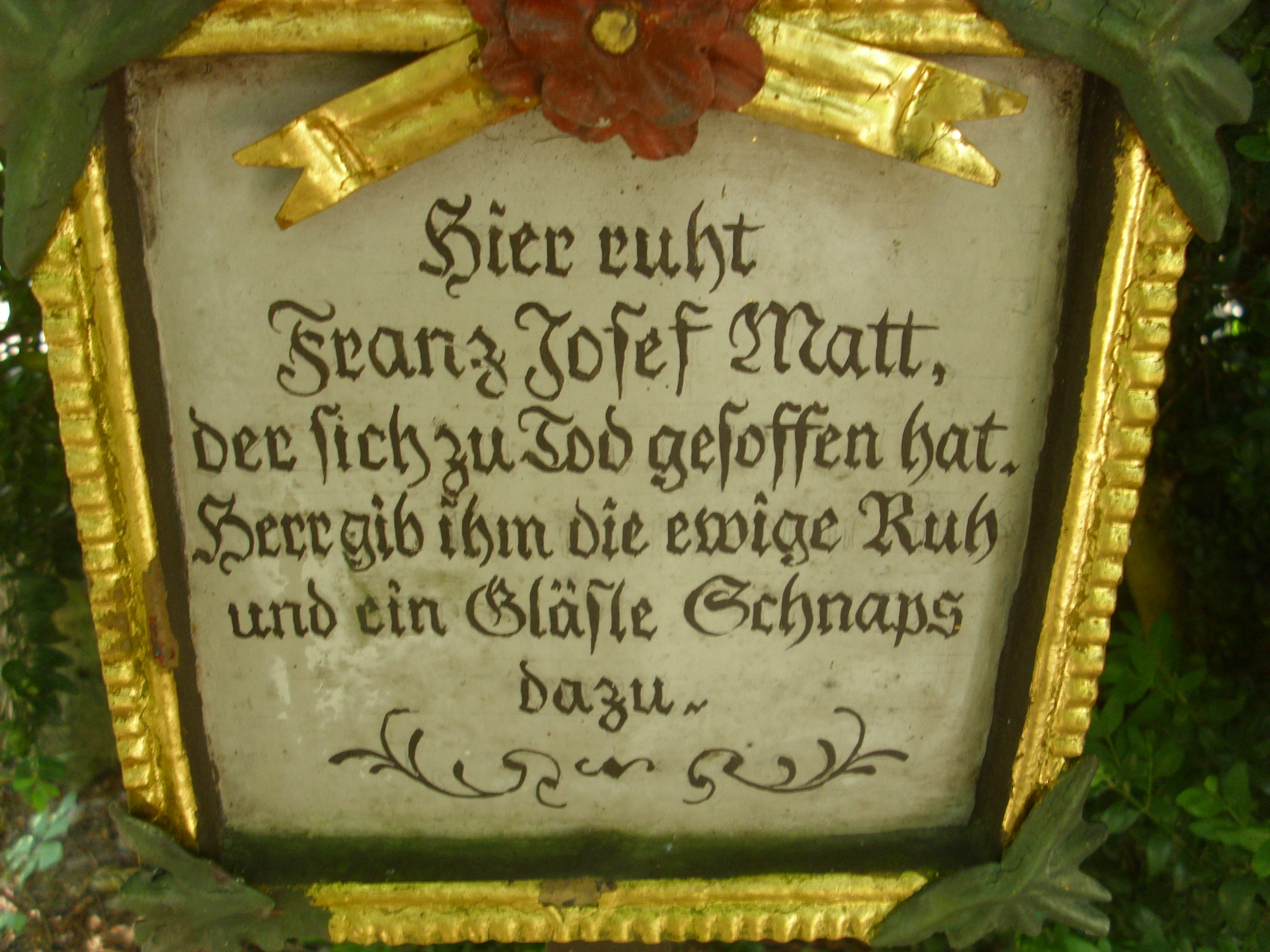
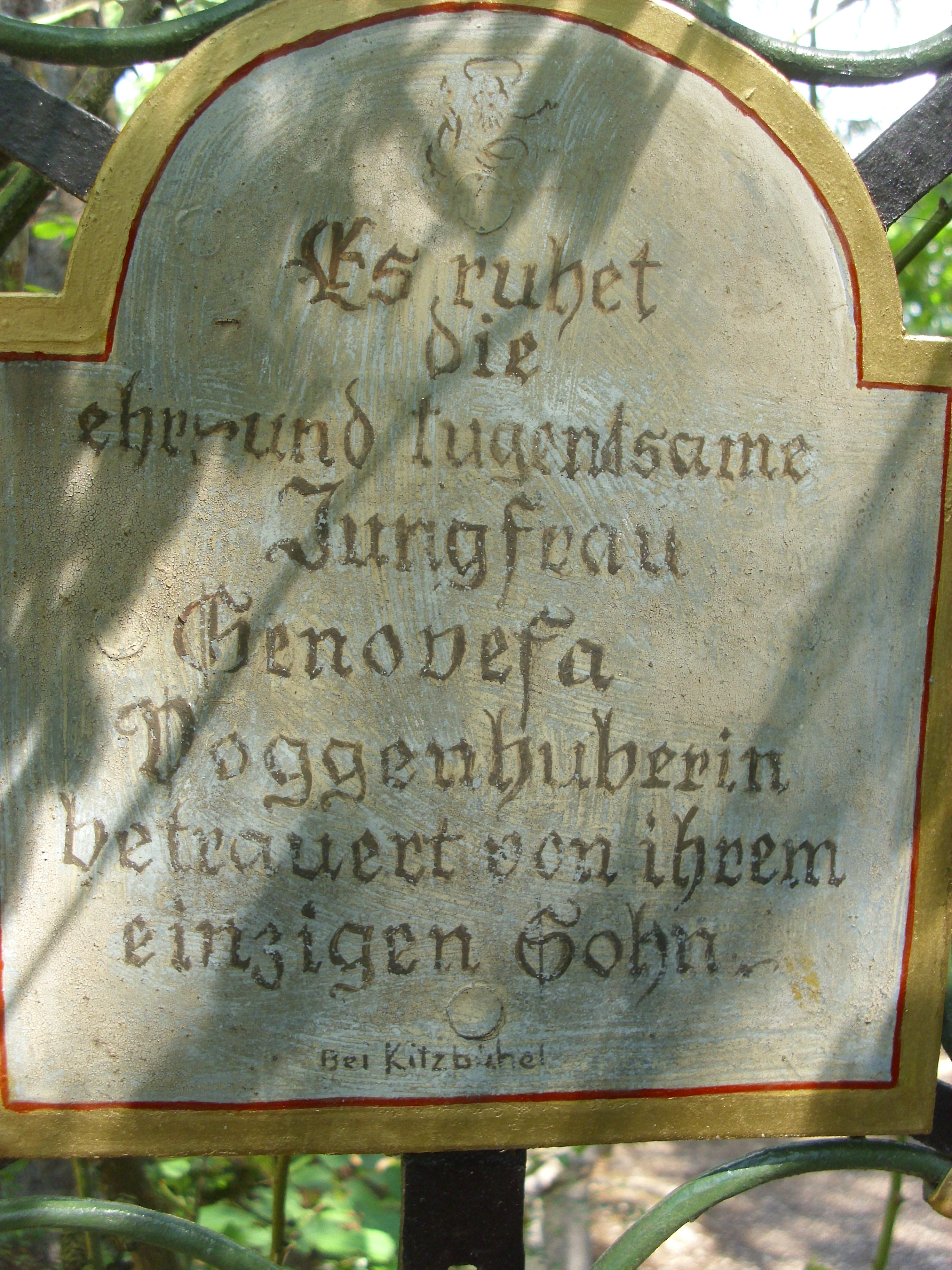
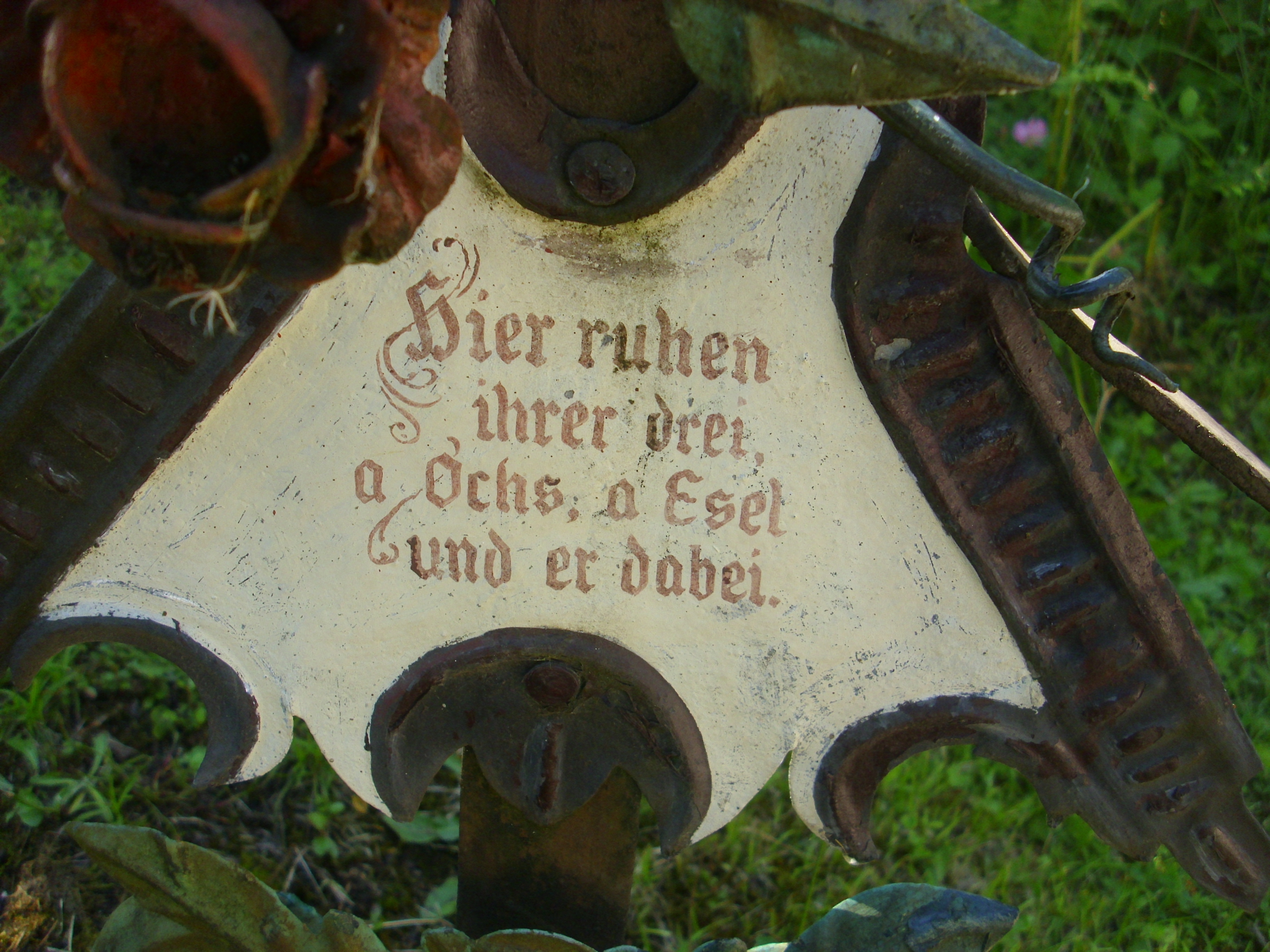
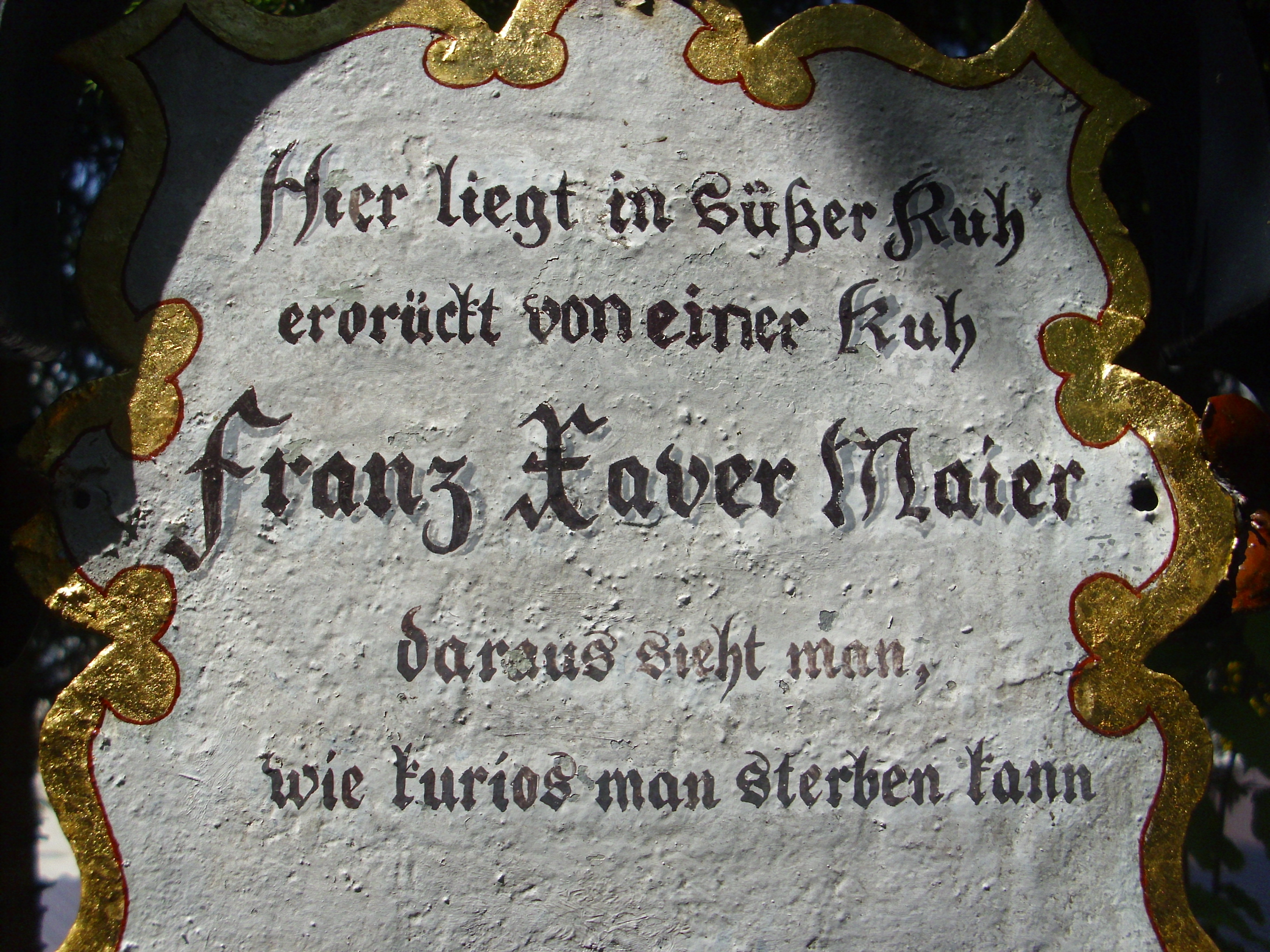
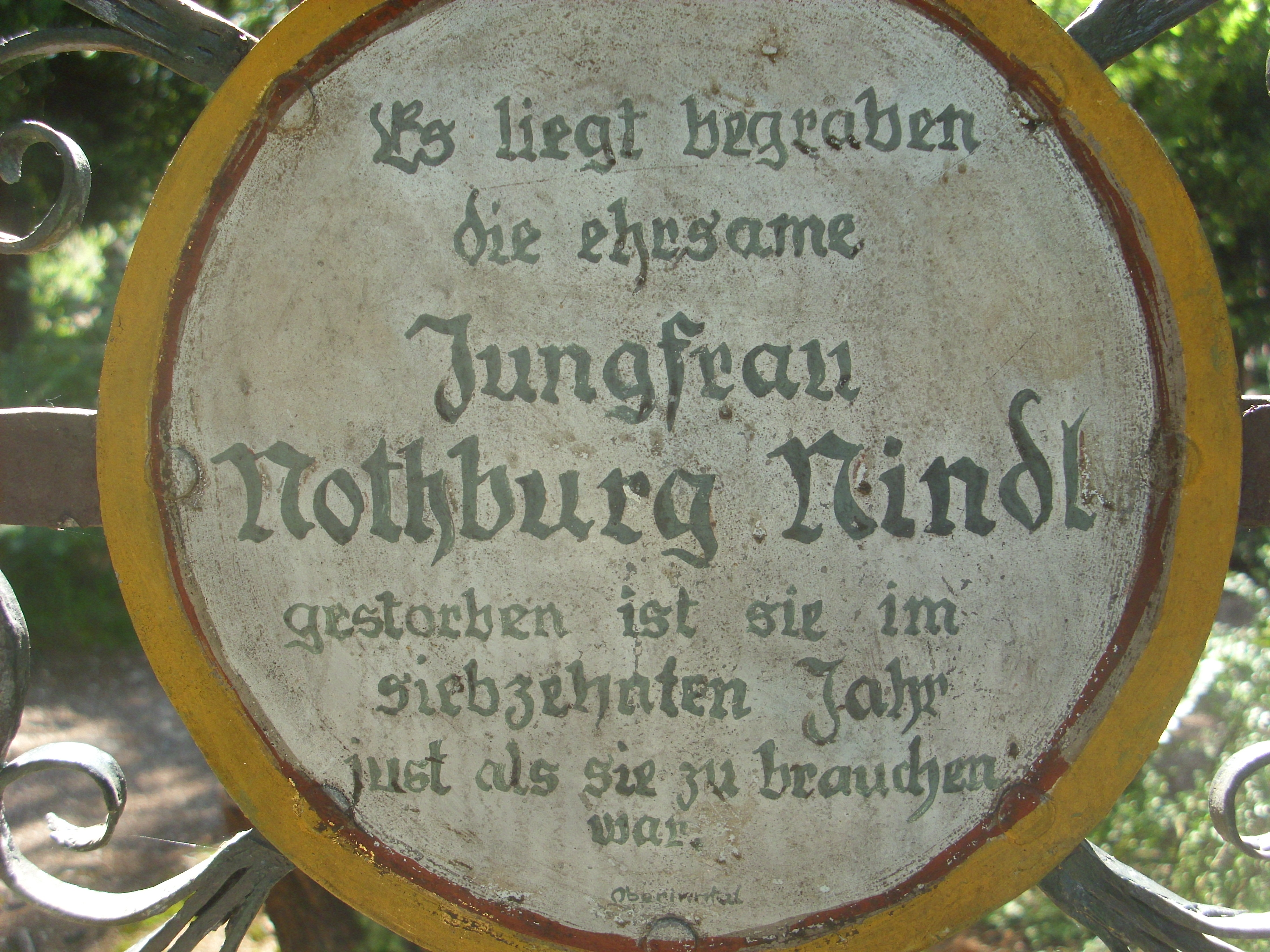
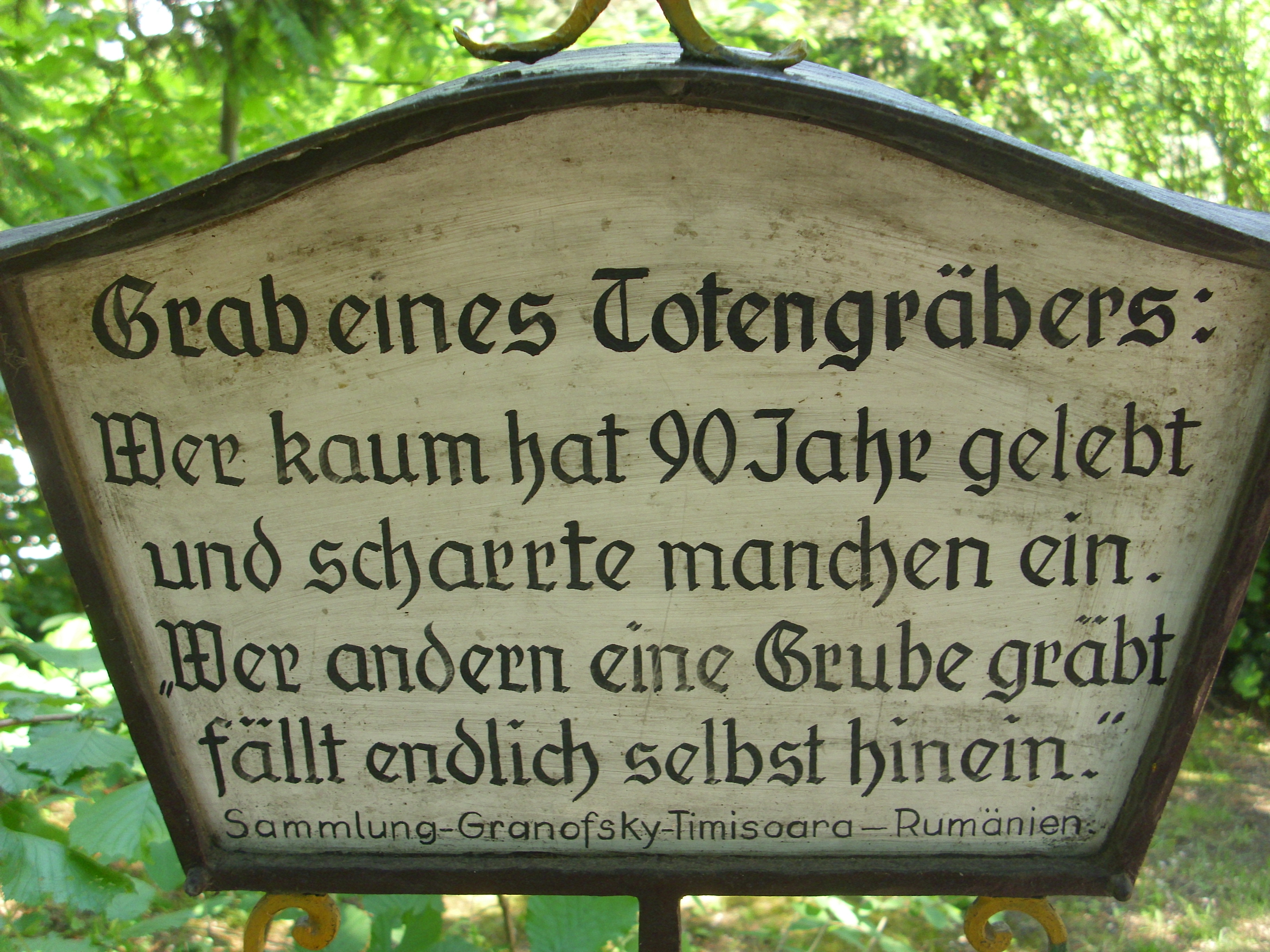